# Gunfire Games
Gunfire Games est un studio américain de développement de jeux vidéo fondé par David L. Adams en 2014 et composé d'anciens employés de Vigil Games et de son successeur, Crytek USA.
Le 14 août 2019, Embracer Group a annoncé l'acquisition du studio, qui devient une filiale de THQ Nordic.

## Historique
Gunfire Games est né de la faillite de l'éditeur THQ en 2012 et de la liquidation ultérieure des actifs de cette société, y compris Vigil Games. Quelques développeurs de Vigil Games ont commencé à travailler sur un nouveau jeu Hunt en tant que studio Crytek USA, sous Crytek, mais en raison de problèmes financiers chez Crytek, le projet s’est arrêté. Par la suite, David L. Adams et les membres clés des équipes de Vigil Games et Crytek USA ont formé Gunfire Games indépendamment, d'abord avec sept membres du personnel, qui est passé à environ 60 personnes en 2017,.
Les premiers travaux du studio comprenaient plusieurs jeux de réalité virtuelle pour l'Oculus Rift et le Samsung Gear VR, ainsi qu'un remaster de Darksiders II (Darksiders II: Deathinitive Edition).

## Jeux développés
| Titre                               | Plateforme (s)                               | Date de sortie)                        | Remarques                                                                                        |
| ----------------------------------- | -------------------------------------------- | -------------------------------------- | ------------------------------------------------------------------------------------------------ |
| Herobound: First Steps              | PC (Oculus Rift), Gear VR                    | 2014                                   | Lancé aux côtés de l'édition Innovator pour le Gear VR - Développé avec le studio Oculus Rift    |
| Herobound: Spirit Champion          | PC                                           | 2016                                   | Jeu d'action-aventure à la troisième personne (jeu en réalité virtuelle)                         |
| Herobound Gladiators                | Gear VR                                      | 2016                                   | Avec Escalation Studios (jeu en réalité virtuelle)                                               |
| Darksiders II: Deathinitive Edition | PlayStation 4, Xbox One, PC, Nintendo Switch | 30 oct 2015 (consoles) 5 nov 2015 (PC) | Remaster                                                                                         |
| Chronos                             | PC                                           | 12 décembre 2016                       | Jeu d'action-aventure à la troisième personne (option de jeu VR)                                 |
| Dead and Buried                     | PC (Oculus Rift)                             | 12 décembre 2016                       | En association avec Oculus Studios - Jeu de tir à la première personne, jeu de réalité virtuelle |
| From Other Suns                     | PC                                           | 14 nov 2017                            | Jeu d'action-aventure en réalité virtuelle                                                       |
| Darksiders III                      | PC, PlayStation 4, Xbox One                  | 27 novembre 2018                       | Jeu d'action-aventure                                                                            |
| Remnant: From the Ashes             | PlayStation 4, Xbox One, PC                  | 20 août 2019                           | Jeu de survie / tir à la troisième personne                                                      |
| Chronos: Before the Ashes           | PlayStation 4, Xbox One, PC, Nintendo Switch | 1er décembre 2020                      | Jeu de survie / tir à la troisième personne                                                      |
| Remnant 2                           | PlayStation 5, Xbox Series, PC               | 25 juillet 2023                        | Jeu de survie / tir à la troisième personne                                                      |